# Peter en de wolf

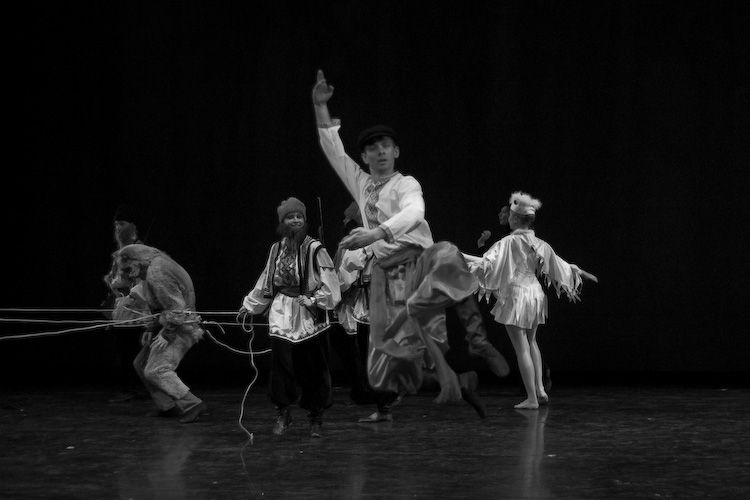
Peter and the Wolf in Toronto, 2007

Peter en de wolf (Russisch: Петя и волк, Petja i volk) is een muzikaal sprookje van Sergej Prokofjev voor spreekstem en orkest. Het stuk ging in 1936 in Moskou in première en is wereldwijd zeer succesvol geworden.
Prokofjev schreef het stuk in opdracht van een jeugdtheater in Moskou. De muziek moest simpel en verstaanbaar zijn, en dus aantrekkelijk voor kinderen, maar ook voor communistische idealisten. 
Prokofjev, wonderkind en enfant terrible, heeft het stuk wellicht geschreven met een spottende ondertoon. Desalniettemin is het een groot succes geworden en heeft het inmiddels de status van klassieker voor jong en oud.

## Verhaal
Het sprookje is het verhaal van de jongen Peter die zonder toestemming van zijn grootvader de tuin uit loopt. Hij ontmoet daar een vogel die in de boom zit te zingen. De eend, die zich ook in de tuin bevond, maakt gebruik van de openstaande tuinpoort, en besluit in het nabije vijvertje een stukje te gaan zwemmen. De eend en de vogel beginnen met elkaar te ruziën. 'Wat ben jij voor een vogel, dat je niet eens kunt vliegen?' zegt de vogel (ten onrechte trouwens). De eend antwoordt: 'Wat ben jij voor een vogel, dat je niet eens kunt zwemmen?'
Terwijl het koppel zo heen en weer blijft discussiëren, komt de kat aangeslopen. Net op tijd weet Peter de twee te waarschuwen en de vogel vlucht weer veilig de boom in, terwijl de eend naar het midden van de vijver zwemt. Terwijl de kat cirkeltjes loopt om de boom, nog steeds loerend naar de vogel, komt de grootvader van Peter naar buiten. Grootvader begint te mopperen op Peter en waarschuwt hem dat er wolven in de buurt zijn. Maar Peter is dapper en zegt: 'Jongens als ik zijn niet bang voor wolven.' Grootvader moet daar niets van hebben, sleurt hem mee terug de tuin in en doet het hek op slot.
Al gauw komt er inderdaad een wolf uit het bos. De kat klimt snel de boom in. De vogel ziet dat en hipt van tak naar tak om toch maar weg te blijven van de kat - gewoon voor het geval dat. De eend raakt echter in paniek, springt het vijvertje uit en probeert weg te rennen. Na een korte achtervolging heeft de wolf de eend te pakken, die in één hap wordt opgegeten.
Vanwege de herrie wil Peter zien wat er buiten gebeurt. Hij rent naar binnen, pakt een touw met een lus aan het eind, en slingert die over het muurtje heen, zo de boom in. Via het touw klimt hij vervolgens over het muurtje de boom in. Dan bedenkt hij een plan: Peter vraagt aan de vogel om de wolf te plagen als afleiding. En dat doet de vogel. De wolf probeert de vogel te vangen, maar met zijn gehap vangt hij het snelle, slimme vogeltje niet. Ondertussen haalt Peter zijn touw in, hij laat de lus zakken om de staart van de wolf. Dan trekt hij de lus aan en zit de wolf met zijn staart aan de boom gevangen.
De wolf merkt dat hij gevangen is en raakt in paniek. Door zijn gespartel en geren gaat de lus alleen maar strakker zitten. Op dat moment komen een paar jagers al schietend het bos uit gelopen. Ze zien de wolf, maar net als ze op het punt staan te schieten, springt Peter ervoor. Hij pleit ervoor dat de wolf blijft leven en naar een dierentuin wordt gebracht.
Zo gezegd, zo gedaan. De wolf wordt in een parade naar de dierentuin gebracht. Voorop loopt Peter, daarna de jagers met de wolf, daarachter de kat met ten slotte de chagrijnige grootvader, die hoofdschuddend moppert: 'En als Peter nou niet de wolf had gevangen? Wat dan?'
De parade loopt zo naar de dierentuin, met daarboven een vogeltje dat zichzelf heel dapper vindt om zijn rol in het geheel. En als je heel goed luistert, kun je de eend nog horen kwaken binnen in de wolf. Want in zijn haast heeft de wolf haar levend opgeslokt.

## Instrumentatie
Peter en de Wolf is geschreven voor de fluit, hobo, klarinet (in A), fagot, 3 hoorns, trompet, trombone, pauk, triangel, tamboerijn, cymbaal, castagnetten, trommels en snaarinstrumenten. Elk personage in het verhaal wordt verbonden aan een specifiek muziekinstrument en heeft elk een eigen herkenbaar motief, het zogenaamde leitmotiv:
Vogeltje - dwarsfluit
Het afspelen van audio wordt niet ondersteund in uw browser. U kunt het audiobestand downloaden.
Eend - hobo
Het afspelen van audio wordt niet ondersteund in uw browser. U kunt het audiobestand downloaden.
Kat - klarinet
Het afspelen van audio wordt niet ondersteund in uw browser. U kunt het audiobestand downloaden.
Grootvader - fagot
Het afspelen van audio wordt niet ondersteund in uw browser. U kunt het audiobestand downloaden.
Wolf - Hoorns
Het afspelen van audio wordt niet ondersteund in uw browser. U kunt het audiobestand downloaden.
Jagers - houtblazers en trompet met schoten op pauken en grote trom
Het afspelen van audio wordt niet ondersteund in uw browser. U kunt het audiobestand downloaden.
Peter - strijkers
Het afspelen van audio wordt niet ondersteund in uw browser. U kunt het audiobestand downloaden.
Een uitvoering duurt circa 27 minuten.

## Trivia
Op de Furieade in Maassluis wordt dit sprookje jaarlijks uitgevoerd in de plaatselijke Grote Kerk, waarbij het wordt gespeeld op het kerkorgel. Hierbij wordt dan elk personage verbonden met een bepaald register van het orgel.